# 次長課長
次長課長（じちょうかちょう）は、吉本興業（東京本社）所属のお笑いコンビ。1994年4月結成。NSC大阪校13期生。略称は、次課長（じかちょう）。

## メンバー
井上 聡（いのうえ さとし、1976年2月2日 - ）（49歳）
ツッコミあるいはボケ担当、立ち位置は向かって右。
熊本県玉名市出生、岡山市北区奉還町出身。
岡山市立京山中学校、岡山学芸館高等学校（旧金山学園高等学校）卒業。
身長175cm、体重65kg。血液型B型。
愛称はさっとん。
30代前半の多忙な時期にストレスによる慢性胃潰瘍を発症。それ以降は体調を優先し、やや仕事をセーブしていることを明かしている。
河本 準一（こうもと じゅんいち、1975年4月7日 - ）（50歳）
ボケあるいはツッコミ担当、立ち位置は向かって左。
愛知県名古屋市緑区有松町桶狭間出生、岡山市北区奉還町出身。小学校3年から卒業まで津山市に住んでいた時期があるため津山市出身と表記されることもある。
津山市立津山東小学校、 岡山市立京山中学校、岡山県立東岡山工業高等学校卒業。
身長162cm、体重60kg。血液型AB型。
愛称は準ちゃん、ヌルヌル王子。
ヘビースモーカーかつ酒豪であったが、急性膵炎を2010年、2015年と2度発症して以降は酒が飲めなくなったため基本的に酒を飲まない。また同様の理由でラーメンや揚げ物も控えている。2025年2月には体調不良で休養を発表。

## 略歴

### 学生時代
- 岡山市立京山中学時代に野球部で知り合う。遅れて入部した河本が初めて練習へ参加した日、監督が部員にキャッチボールをするよう言ったにも拘らず1人だけバットを持ってフルスイングしていた井上に話しかけ、一緒にキャッチボールをしたのが2人の出会い。それからは毎日のように一緒に遊ぶ仲になる。
- 2人とも運動神経は良かったが、勉強は苦手だった。中学3年生の頃に8000人が受けた岡山県内の模擬試験で河本が7980位、井上が7982位だった。そのため高校へ進学できるのか先生も悩んだが、井上は野球のスポーツ推薦で私立高校に進学。河本は定員割れの学校を見つけて県立高校へ入学した。
- それぞれ違う高校に進学したため一時期疎遠となったが、高校2年時に河本が井上宅へ遊びに行って再会。再び交流が深まり、頻繁に遊ぶようになった。
- 河本は小学校から9年間サッカーをやっており、高校ではチームのキャプテンを務め、国体の岡山県選抜メンバーにも選ばれた。高校2年の秋、試合でのシュート失敗が河本のサッカー人生を狂わせ退部を決意。その後は同じサッカー部でクラスメイトでもあった山下正人（のちにトリオを結成）と、これといってお笑いに興味があった訳でもないが『素人名人会』（毎日放送）に出場。漫才を披露し、初挑戦ながら敢闘賞を受賞した。
- 高校卒業後、河本は就職先が見つからなかったものの、井上は親戚が営んでいたガラスサッシの枠を作る会社への就職が決まりかけていた。河本から「吉本に入ろう! ジャッキー・チェンに会えるで!!」と誘われ、お笑いの道へ進む。井上を誘った理由は「友達の中で、井上が一番面白かったから」。

### 大阪時代
- 2人はNSCに入学するため、18歳で地元・岡山から大阪へ。NSCでの面接試験の際、河本は笑いに対する熱い想いを真剣に語って合格するも、井上の方は指されず一言も発さなかったが受かった。
- 1994年4月結成。NSC在学中は河本・井上・山下のトリオで『次長課長社長』だった。その由来は大阪府で2人がアルバイトしていた居酒屋で、社員だった次長と課長にお金をもらい、励まされたことから。1年ほどで "社長" （大阪在住の兄に生活費を援助してもらっていて最も財力があったので社長担当だった）の山下が「岡山に帰ります」と帰省したまま戻らず、コンビになった。
  - 結成当初は3人で一緒に住んでいたが、3か月で家賃が支払えず追い出された。
  - 山下はのちに埼玉県狭山市において『hair&smile Switch』という理容室を経営。『笑っていいとも!』（フジテレビ）のテレフォンショッキングにて初登場時には電報を送る、ルミネtheよしもとに足を運んでネタを見物するなどしていた。
- ほぼ同期にはスピードワゴン、スギちゃん（NSC名古屋校2期、現在は共に別事務所で活動）、タカアンドトシ（札幌吉本1期生）、シャンプーハット・ガレッジセール（いずれもNSC経験なし、オーディションやスタッフ業からデビュー）がいる。また半年後輩にはフットボールアワー、1年先輩にはロンドンブーツ1号2号や山口智充、ペナルティなどがいる。年齢が上である品川庄司（品川は3歳上で庄司は同学年）は1年後輩にあたる。
- 河本は19歳の時、ホストとして働いたことがある。度々披露しているタンバリン芸はこのホスト時代に覚えたもの。また働いていたホストクラブでNo.3だったと称しているが、その店にはホストが4人しかいなかった。
- 成人式の時は2人で久しぶりに地元へ帰ったが、汚ならしい私服で行ったため式場に入る許可が得られず、式典には参加できなかった（当時は貧乏で、スーツを買うお金もなかったから）。
- 1995年、心斎橋筋2丁目劇場にてデビュー。2丁目劇場閉鎖後は1999年にオープンしたbaseよしもとの主力メンバーとして活躍。単独ライブは毎回タイトルに東京23区の区名がつけられ、全23回開催された。このライブシリーズにはフットボールアワー、ストリーク、レギュラー（7区目 - ）らが毎回出演していた。
- レギュラーの「気絶」ネタは次長課長が考案したもので、松本康太は井上の家に半年間、河本の家に1年間居候していたことがある。
- 大阪時代、「笑う子犬の生活」（フジテレビ）にレギュラー出演。ビビるを筆頭にアクシャン、U-turn、バカリズム、ホーム・チームなどと共に出演していたが、河本が空回りをし続けた結果プロデューサーから「もうちょっと大阪一周してこようか」と肩を叩かれ、フットボールアワーと入れ替わる形で降板。
- しかし「笑う子犬の生活」をきっかけに木村祐一と交流が生まれ、木村も自身が出演していた「べえぇす!」（テレビ大阪）で脈略なく河本の名前を出すというボケをするようになる。その結果次長課長も「べえぇす!」のレギュラーとなり、後に木村は次長課長の東京進出のきっかけを与える人物となる。
- 河本が椎間板ヘルニアで入院していた時期に井上は師弟関係にあるケンドーコバヤシとコンビを組んで学園祭などの仕事を行っていた。ツッコミなしでボケにボケを重ねる形のネタを披露した。河本が退院した直後に行われた、次長課長単独の復帰ライブはだだスベり。劇場の3階にある本屋のレジの「チーン」という音が聞こえたほどのスベりようで、劇場においてある種の伝説になっている。
- チャイルドマシーンが東京に進出する際、カラオケでシャ乱Q『上・京・物・語』を嗚咽混じりに歌唱して彼らを送り出した。
- 2001年の初回のM-1グランプリに出場したことがある。1回戦は突破できたが、次戦にてコントを披露して2回戦進出に終わった。M-1への出場はこの1回のみ。
- 2002年9月23日、東京23区の最終ライブ「中央次課長」をもって本人たちの意向によりbaseよしもとを卒業。
- 卒業ライブでは407人という、baseよしもと（座席数233席）の観客動員記録を作る（この記録は2010年のbase閉館まで破られなかった）。

### 東京
- 2002年10月、東京進出。
- 東京での知名度はほとんどなかったため、1からのスタートとなった。ルミネtheよしもとの舞台には出演していたが、他の仕事はゼロに近くなった（当時の給料は大阪時代の約4分の1に減少）。
  - 当時の月給は4万円で、河本はルミネの近くにある託児所に子どもを預けて出番が終わると歌舞伎町の風俗案内所でアルバイトをしていた。河本の妻がクラブホステスをして家計を支えたため、困窮はしなかった[8]。
- 2003年秋から、深夜番組『U-CDTV』（TBSテレビ）でネタ見せのコーナー「お笑いCDTV」ライブが始まり、毎月出演していた。いくつかの代表的なネタがフルで放送された。TBSに関しては、「お笑いCDTV」終了後、同じスタッフが始めた『Goro's Bar』での東京初レギュラー出演につながり、さらに『うたばん』出演や単独冠番組『次長課長のヨイショ!』などへと繋がった。
- あくまでコンビ名なので、どちらが次長でどちらが課長というわけではない。だが、ごくまれにバラエティで「次長 河本」「課長 井上」という設定になることもある（『タモリ倶楽部』（テレビ朝日）に出演した際には「吉本工業 Yoshimoto Industry」という名刺を出したことがある）。また、『めちゃ×2イケてるッ!』（フジテレビ）内のコーナー「恋のかま騒ぎ」では次長子（の彼）が河本、課長子（の彼）が井上という設定である。
  - 同期である吉田敬（ブラックマヨネーズ）は、昔から河本を「次長」、井上を「課長」と呼んでいる。
- 2005年1月1日放送の『こっちも生だよ芸人集合! 今年最も売れる吉本No.1決定戦 やりにげGO'05』（テレビ東京）にて、占いで今年最も売れる芸人第1位に選ばれたのが井上、最下位に選ばれたのが河本であった。
- 2005年3月8日放送の『ズバリ言うわよ!』（TBSテレビ）にて、細木数子に「このコンビ名だと井上が貧乏になる、今度から『ピンク&グリーン』にしなさい」と指摘される。一時は本気で改名をするか迷ったが、居酒屋でアルバイト時代にお世話になった次長課長に恩義を感じていて改名には踏み切れなかった。このエピソードによって、『細木数子-魔女の履歴書』（溝口敦）の人物相関図にもコンビ名が記載されている。
- コントのネタ作り以外は、井上をこの世界に誘ったのも東京行きを決めたのも河本であることから、2005年10月31日放送の『めざましテレビ』（フジテレビ）の「広人苑II」では「ネタ作りの主導権は井上、人生の主導権は河本」と述べていた。
- 2005年以前、『さんまのSUPERからくりTV』（TBSテレビ）の前説を担当していた。2005年12月18日、同番組にゲストとして初出演。前説を行っていた芸人がゲストとして出演するのは初めてであった。
- 『お笑い芸人歌がうまい王座決定戦スペシャル』（フジテレビ）では、第3回大会優勝・第4回大会準優勝という成績を残している。ソロ曲だけでなく、ハモリも披露した。
- 井上は吉本男前ランキングで2006年度、2位に倍以上の得票差をつけて1位を獲得（ルミネtheよしもとのお客さんに聞いた「抱かれたい芸人ランキング」でも初の1位を獲得。また「子供にしたい芸人」では7位）。河本は「吉本ブサイクランキング」の8位、「お父さんになってほしい芸人」3位にランクイン。
  - 井上は2006-2008年度まで、3年連続で吉本男前ランキング1位を獲得し、殿堂入りとなった。
- 2006年3月28日放送、「祝!ズバリ言うわよ!細木数子誕生祭!2週連続2時間スペシャル第1夜!!」（TBSテレビ）にて井上が芸能界に入るきっかけとなった人物であり、河本も大ファンだったジャッキー・チェンと共演。井上は映画『プロジェクトA』のワンシーン「テーブルの上で歌う人のまね」、河本は「オメェに食わせるタンメンはねぇ!」をそれぞれジャッキー本人の前で披露した。
- 2006年5月3日-5月5日、『ごきげんよう』（フジテレビ）に出演して3回連続で「当たり目」を出した。同年5月29日-5月31日に再びゲスト出演、ここでも2回連続で当たり目を出して「5投連続当たり目」という番組史上初の記録を達成した。当たり目はすべて「マニアックものまね3連発」であったため、合計25ネタ披露した（同番組2006年5月の月間MVP受賞）。
- 「晴れる道 〜宇宙人（オメェら）に合わせる顔がねぇ!〜」でCDデビュー（2006年5月31日発売、R and C）。JK名義で出しており、テレビアニメ『ケロロ軍曹』（テレビ東京）の4代目オープニングテーマとして2006年4月-9月に放送された。作詞も手がけており、プロデュースは小室哲哉が務めていた。
- 2006年8月に放送された『24時間テレビ』（日本テレビ）で、企画MCとパーソナリティを務めた。
- 大阪時代は必死で覚えた岡山訛りの大阪弁で話していたが、東京進出後は関東弁（関東方言）や共通語を使うことがほとんど。
  - これについてたむらけんじは「あいつら（次長課長）は岡山も捨て大阪も捨てた」と語っている。
- 2008年3月29日放送の『オールスター感謝祭』（TBSテレビ）にて、ローションを塗って相撲を取るゲーム中に河本が転倒し胸を強打。病院で診察を受けた結果、肋骨骨折で全治1か月と診断された。しかし河本は自ら復帰を志願し、3日後には特番収録に参加して仕事復帰を果たした。
- 2012年4月に河本の生活保護費不正受給問題が浮上してからは、レギュラー出演していた『火曜サプライズ』（日本テレビ）を同年9月に降板。その後、バナナマンと隔週で出演していた『シルシルミシルサンデー』（テレビ朝日）も降板するなど仕事が激減し、コンビでのレギュラー番組は一時消滅した。
- 火曜サプライズでは2017年5月30日放送分で5年ぶりに出演。MCを務めるウエンツ瑛士は「ただただうれしい」と喜び、河本も「私もうれしい」と同調した。

## ネタ
出囃子は「英雄故事」（ジャッキー・チェン主演「ポリス・ストーリー」主題歌）。
コント・漫才
- コントにおいて最大の特徴は「しつこい」ネタであることを持ち味とする。
- ネタ作りは基本的に2人で行うが、主導権は井上が握っている。河本が街で見かけた特異キャラを井上にプレゼンし、日常生活においてツッコミで笑うことは不自然と考える井上はリアリティーにこだわる。(因みに井上曰く「椅子と机があれば何でもいい」とのこと)
- 心斎橋筋2丁目劇場閉館（1999年3月）頃まで、井上がボケ・河本がツッコミを担当していたが入れ替わった。しかし一部のネタでは、今でも井上がボケを行うコントや河本がノリツッコミをするパターンもある。
- 大阪時代は漫才・コントともに披露していたが、東京進出後は河本のキャラを生かしたコントが主流になった。現在でもごくまれに漫才を行うことはある。
- 大阪時代はコント・漫才の他に、ギターを弾いたり歌を歌ったりの一発芸的な要素を取り入れるなど様々な方法に則ってネタを披露していた。
- 2人は即興性を好むということもあり、昔からネタ合わせをあまりしない。舞台ではネタ中にアドリブを入れることがよくあり、河本のボケに対して井上が本気で笑っている場面がぼちぼちある。河本はネタ中には滅多に笑わない井上を笑わせることが何よりも嬉しい。
- 単独ライブなどで披露するコントは、全体的にブラックな雰囲気を纏うものが多い。
  - 「同窓会」が怖いネタとして知られている。他に「チコちゃん」「ゴミ屋敷」なども怖いネタとして挙げられる。
- コントでは河本が様々な特異キャラを演じ、井上が優しくツッコミを入れる。相方の頭を叩くなどの鋭いツッコミはしない（『アメトーーク!』（テレビ朝日）にて、関根勤が「井上君のツッコミは柔らかくて自然だ」と評している）。
- 「のぶお」など井上がボケ、河本がツッコミとポジションが逆になっているコントが数個ある。
- 滑舌の悪い不動産屋のコントを、ビートたけしが「テレビで初めて見たとき、悔しくてしょうがなかった」と絶賛している。また、このネタを『徹子の部屋』（テレビ朝日）で披露した際は「芸人キラー」とも呼ばれる黒柳徹子が珍しく大笑いした。
  - 鉄板ネタでもあり、ショートコントやモノマネなど幅広く使われるネタである。
- 実際に舞台へ来て生でネタを楽しんでもらいたいという2人の意向により、未だに単独ライブのDVDは発売しない方針である。

マニアックものまね
- 2人とも普段から人間観察をするのが好きで、それを元にマニアックな視点からモノマネを考えるのが得意。
- 元々マニアックなものまねは、大阪時代に中川家と楽屋が一緒だった時に「こんな人おるな」という細かいモノマネを競い合ったことから生まれたもの。そのため、中川家と共同開発したネタも含まれている。今でも中川家と同じ楽屋のときには、楽屋内4人で即興コントをしている。
- 『爆笑そっくりものまね紅白歌合戦スペシャル』（フジテレビ）では「マイナーものまねシリーズ」と題して、毎回マニアックなモノマネを披露している。
- モノマネのレパートリーは、大ファンであるジャッキー・チェンに関するものが多い。
- 河本の代表的ギャグである「お前（オメェ）に食わせるタンメンはねぇ!」（映画『酔拳』の脇役のセリフ）は、実際に映画の中でそのセリフがあったわけではない。『とんねるずのみなさんのおかげでした』（フジテレビ）に出演した際、河本がアドリブで考えたフレーズである。披露した時にウケが良かったため以後このフレーズを使うようになった。なお最初は「タンメン」ではなく「ラーメンはねぇ!」と言っていたが、それを聞いた石橋貴明（とんねるず）が「タンメン」と聞き違えたためそのまま「タンメン」で定着した（実際にあったセリフは日本語吹き替え版での「そうは酢豚の天津丼だ!」）。このギャグは最近河本は使っていないが2009年3月17日放送の『なべあちっ!』（フジテレビ）で桂三度（当時は世界のナベアツ名義）が使った。2009年3月18日のシルシルミシルで河本は「タンメン」と言われ、井上は「イケメン」と言われた。
- 「オマエ似てるからこれやってみたら」とこのネタを最初に考えたのは、ジャッキー好きの井上だった。

## エピソード

### イロモネア
- TBS『ウンナン極限ネタバトル! ザ・イロモネア 笑わせたら100万円』に13回出場しバナナマン、柳原可奈子に次いで歴代3位である。初挑戦と8回目の挑戦時に100万円を獲得しており、ショートコントと一発ギャグ（サバイバルルール）をFINALステージで挑戦してクリアした初のコンビである。初挑戦の回では、FINALステージのショートコントで「築地市場のマグロ」を披露し、最後の1人を残り2秒のところで笑わせている。挑戦後のトークでは、本来このネタは一つ前のサイレントで披露するはずが、築地ネタの前のネタでクリアしたため、ショートコントで披露したという。
- 2回目の挑戦以降は、モノボケでピンポン玉を使った亀田興毅の現役時代のトレーニングを彷彿とさせるネタを披露し、以後通常ルールでは、FINALに必ずモノボケで挑み、制限時間が迫るにつれてこのネタを披露しているが1度もクリアできず、番組内では「興毅の呪縛」と称されていた。また、回によってはモノボケで「ピンポン玉を封印する」と言ったり、逆に「ピンポン玉しか使わない」と言い放ち、実際にピンポン玉だけでモノボケを挑戦した回もあったりした（結果は敗退）。
- 初挑戦で100万円を獲得し、その後はモノボケでの連敗が続いたが、8回目の挑戦となったサバイバルルールのFINALで挑戦した「一発ギャグ」で残り1秒で最後の1人を笑わせ、2度目の100万円獲得。史上初となるサバイバルルールおよび一発ギャグでの100万円獲得となった。挑戦後、河本は目に涙を浮かべており、井上曰く「（敗退に終わると）ため息をよく漏らしていた」という。
- 出場した13回は全てFINALステージまで進出しており、10回以上出場している芸人では唯一の記録である（バナナマンは4thステージで敗退経験あり）。
- 「この場の雰囲気を楽しみたい」という理由で、2人でのネタ合わせやジャンルに挑戦する順番の打ち合わせを全く行わないため、時に河本が、突然新ネタをふり始めて井上を戸惑わせることもあれば、河本がジャンルの選択を「井上さんに任せます」と言うと、井上が2ndステージでサイレントを選択することもあり、MCの内村光良に「ここ（2nd）でサイレント！？」と言われ、河本も「井上さんの作戦が全く分からへん」ということもあった。

## 出演

### テレビ

#### レギュラー番組
現在の出演番組
- 痛快!明石家電視台（毎日放送、2009年5月 - ） - 不定期レギュラー

過去の出演番組
- びじゅある（関西テレビ）
- スピルバーガー（朝日放送）
- 笑う犬の生活R（フジテレビ） - 一発ギャグなど
- オールザッツ漫才（毎日放送、1996年 - 2002年）
- テレch@t（岡山放送）
- べえぇす!（テレビ大阪）
- ?マジっすか!（毎日放送）
- シャンプー劇場（朝日放送）
- 土曜ドカンッ!（読売テレビ）
- すぽーつアミーゴ!（関西テレビ） - 準レギュラー
- お笑いCDTV（TBSテレビ） - U-CDTVコーナー準レギュラー
- てんこもり（テレビ朝日） - 準レギュラー
- くりぃむナントカ（テレビ朝日）- 準レギュラー
- 世界一受けたい授業（日本テレビ）- 不定期出演
- Goro's Bar（TBSテレビ、2004年10月 - 2009年3月）
- くりぃむしちゅーのたりらリラ〜ン（日本テレビ） - 準レギュラー
- ぷっちNUKI（テレビ東京、2005年 - 2006年3月）
- リンカーン（TBSテレビ、2005年 - 2008年）- 準レギュラー
- タモリのジャポニカロゴス（フジテレビ）- 準レギュラー
- 萌えてムーチョ!（テレビ東京、2005年10月 - 2006年3月）
- 爆笑問題の検索ちゃん（テレビ朝日、2005年10月 - 2009年9月）
- ぷっちぬき（テレビ東京）- 準レギュラー
- ぷれミーヤ!（テレビ朝日、2006年4月 - 2008年9月）
- ぷちミーヤ!（テレビ朝日、2006年4月 - 2008年4月）
- 雨ニモマケズ（フジテレビ、2006年4月 - 9月） - MC
- くりぃむしちゅーのたりらリでイキます!!（日本テレビ、2006年7月 - 2007年3月）
- YOUたち!（日本テレビ、2006年10月 - 2007年9月）
- 明石家さんちゃんねる（TBSテレビ、2006年11月 - 2008年9月）
- 今田ハウジング（日本テレビ、2007年3月 - 2008年3月）
- 秘密のケンミンSHOW（読売テレビ・日本テレビ）- 準レギュラー
- 全国一斉!日本人テスト（フジテレビ、2008年4月 - 2009年7月）
- イケメンデルの法則（関西テレビ、2009年4月 - 2010年3月） - MC
- 地元応援バラエティ このへん!!トラベラー（テレビ東京、2009年4月 - 2012年9月）
- とりあえず生中（仮）（ニコニコ生放送、2009年5月 - 10月） - 金曜パーソナリティー
- サプライズ→SUPER SURPRISE（日本テレビ、2009年4月 - 2010年3月） - 火曜レギュラー
- おはスタ第1部「ムッシーダウン」（テレビ東京、2009年4月 - 2010年9月）
- G.I.ゴロー（TBSテレビ、2010年4月 - 9月）
- 火曜サプライズ（日本テレビ、2010年4月 - 2012年9月）
- シルシルミシルさんデー（テレビ朝日、2010年7月 - 2012年12月）- 準レギュラー
- ノリで行こう!!（中京テレビ、2012年10月2日 - 2015年9月30日）
- サタデー・ナイト・ライブ JPN（フジテレビNEXT、2012年10月27日 - 2013年3月16日）
- DO YOU?サタデー（BSフジ、2016年10月 - 2017年3月） - 2016年4月から9月までは井上はスタジオコーナー進行・河本は中継レポーターを担当していたが2016年10月から河本もスタジオレギュラー出演になった。
- ※注 芸人調べ（テレビ朝日）- 隔週MC
- Cheeky's a GoGo!（BSよしもと、2022年3月21日 - 2023年6月27日）- 火曜MC

＊MCもしくはメインキャスト
- 次長課長のすごい奴ら伝（日本テレビ、2006年4月22日・4月29日） - MC
- カシアスRECORDS（フジテレビ、2006年6月19日）
- じかおぎ（テレビ朝日、2006年9月2日） - MC
- オールスター大集合!一発勝負で賞金ゲット!イライラゲームランド（フジテレビ、2006年9月5日） - サブMC
- 次課長&おぎや&品庄"俺達にだってできるんだ"スペシャル（TBSテレビ）
- 次長課長のミニコント図鑑（ヨシモトファンダンゴTV、2006年11月4日）
- 爆憶!ゴロワーズ（日本テレビ、2006年12月28日） - MC
- 次長課長のヨイショ!（TBSテレビ、2007年1月1日） - MC
- MR.レッドゾーン（フジテレビ、2007年1月3日）
- 次長課長の麺遊記（RCC、2007年2月10日）
- 次長課長+社長ッ!（日本テレビ、2007年2月12日 - 2月15日） - 4夜連続
- 世渡り上手（秘）育成マニュアル（フジテレビ、2007年4月29日） - MC
- 旭山動物園日記（北海道テレビ、2009年3月1日）
- チュー次課ブラ爆弾 よしもとNEXT4（朝日放送、2010年1月6日・8月7日）
- 次長課長の歩き方（岡山放送、2011年7月30日）
- 次課・長州の力旅（BSフジ） - フジテレビでも放送
- うろおぼえ探偵社（広島ホームテレビ、2018年9月29日） - 探偵
- ジャッキーファミリー登竜門（WOWOWプラス、2021年） - MC

### ラジオ
現在のレギュラー番組
- 次長課長のGOチョウGOキラーンGO（2024年2月 - 現在、渋谷クロスFM）

過去
- YO!ベシャリスト（YES-FM）
- baseピクニックラジオ（YES-FM）
- 次・課長ヨッピー拳（FM MOOV KOBE）
- YOSHIMOTO HY BRID HOUR （InterFM）
- オールナイトニッポンR スペシャルナイト（ニッポン放送、2005年6月18日）
- 話題のレコメン!次長課長・K太郎のローソンホットステーション（文化放送、2007年4月 - 9月）
- 次長課長のオールナイトニッポンR（ニッポン放送他、2007年4月 - 2008年12月）※毎月第2週
- ゴチャまぜっ!日曜日（MBSラジオ、2011年10月 - 2014年3月）
  - また×3ゴチャまぜっ!（MBSラジオ、2010年10月 - 2011年10月）
- アッパレやってまーす!木曜日（MBSラジオ）

### CM
- 大原学園
- ローソン（おかいどくん）
- コナカ ※CMに起用されたことにより、ネタ中でのキャラクター名が「青山スーツ」から「小中野スーツ」に変更された。
- マネックス証券
- モンデリーズ・ジャパン ホールズ ケンドーコバヤシ、千原ジュニア（千原兄弟）と共演
- B-ing岡山・備後版（リクルート）
- ランクヘッド（アルバム「LUNKHEAD」）
- サントリー モルツ
- クルマ買取専門店 ジャック
  - PSP『モンスターハンターポータブル 2nd G』
  - Wii『モンスターハンター3（tri-）』
  - PSP『モンスターハンターポータブル 3rd』

### アニメ
- 和・和・和 ワッピちゃん（WOWOW・2006年 - ）ワビー 役（河本）・サビー 役（井上）
- 映画「ドラえもん のび太の新魔界大冒険 〜7人の魔法使い〜」（2007年）満月博士 役 ※河本のみ

### テレビドラマ
- 「電車男DX 最後の聖戦」（2006年・フジテレビ系）
- 「心はロンリー気持ちは「…」FINAL」（2024年、フジテレビ系）[10]

### 海外テレビドラマ
- 「スーパーナチュラル（SUPERNATURAL）」（2006年10月20日DVDレンタル開始、ワーナー・ホーム・ビデオ）

井上：ディーン・ウィンチェスター 役、河本：ゲスト出演 ※日本語吹替版に声で出演
- 「スーパーナチュラル（セカンド・シーズン）（SUPERNATURAL)」（2007年8月10日販売DVDレンタル開始、ワーナー・ホーム・ビデオ）

前作同様、井上：ディーン・ウィンチェスター 役、河本：不明 ※日本語吹替え版に声で出演

### 映画
- 「明日があるさ THE MOVIE」（エキストラ）（2002年）
- 「M-1グランプリへの道 まっすぐいこおぜ!」（2004年）
- 「THE SECRET SHOW ザ・シークレットショウ」（2005年）
- 「日常」（2006年）
- 「劇場版 仮面ライダーカブト GOD SPEED LOVE」（2006年）
- 「ゲゲゲの鬼太郎 千年呪い歌」（2008年）琵琶牧々 役 ※河本のみ

### 舞台・イベントなど
- ルミネtheよしもと（毎月10回程出演）
- よしもと浅草花月
- ヨシモト∞
- ダイナマイト関西（主に井上が出演）
- baseよしもと（1999-2002年）
- Base SUMMER SMILE（2002年8月31日）
- LIVE STAND 07（2007年4月29日・30日）
- LIVE STAND 08（2008年4月29日）
- LIVE STAND 09（2009年7月19日・20日）
- LIVE STAND 10（2010年7月17日・19日）
- オールナイトニッポン40周年武道館ライブ（2007年8月25日）
- 沖縄国際映画祭
- ザ!!トラベラーズ全国6都市!!笑いと歌の地元応援ツアー
- おしゃべり大喜利（2010年 - 月一回）※井上のみ
- リカバリー王決定戦 ※河本のみ
- 次長課長トークライブ『ラジオ』

### CD
- CDシングル「晴れる道 〜宇宙人（オメェら）に合わせる顔がねぇ!〜」（2006年5月31日発売）

テレビ東京系テレビアニメ「ケロロ軍曹」の4代目オープニングテーマ曲（第104話 - 第129話）。「ケロロとギロロの地球（ペコポン）侵略ラヂオ」（ラジオ大阪）のオープニング曲。ただし「JK」という名でのクレジット（活動）である。作詞も担当し、楽曲（アレンジ）は小室哲哉がプロデュース。（初登場・最高位共に20位。オリコン調べ）
- CDアルバム「ULTRAS 2006 」（2006年4月12日発売） サッカー・コンピアルバム
- CDアルバム「TKプロジェクト ガチコラ」（2006年7月5日発売）
- CDアルバム「コムロきどり」（2007年2月7日発売） 2丁拳銃が楽曲提供 収録曲「新しい日記」 ※河本のみ
- CDアルバム「COVER ALL HO!/山崎まさよし」（2007年10月31日発売） 収録曲「さらば恋人」 ※河本のみタンバリンで参加
- CDシングル「HOME TOWN」（2009年9月30日発売）「ザ!!トラベラーズ」1stシングル
- CDシングル「世直しjourney」（2010年7月14日発売）「ザ!!トラベラーズ」2ndシングル

### DVD
- 「ダイナマイト関西 〜全日本大喜利王決定トーナメント大会〜」（R and C 2003年11月26日発売 ）※河本のみ
- 「非売よしもと本物流：赤版」（2005年8月号 vol.2）
- 「非売よしもと本物流：赤版」（2005年9月号 vol.3）
- 「非売よしもと本物流：青版」（2005年9月号 vol.3）
- 「非売よしもと本物流：青版」（2005年10月号 vol.4）
- 「月刊DVDよしもと本物流：赤版」（2005年11月号 vol.5）※河本のみ
- 「月刊DVDよしもと本物流：青版」（2005年11月号 vol.5）※井上のみ
- 「M-1グランプリへの道 まっすぐいこおぜ! 起承の一」（2005年2月25日発売）
- 「タイガー&ドラゴンDVD-BOX」（2005年9月7日発売）※河本のみ
- 「新宿南口連続殺人事件」ぷっちNUKIプレゼンツ （R and C 2006年3月29日発売）
- 「月刊DVDよしもと本物流：赤・青版」（2006年4月号）
- 「月刊DVDよしもと本物流：赤・青版」（2006年5月号）
- 「日常」（2006年5月24日発売）
- 「人志松本のすべらない話」（2006年6月28日発売）※河本のみ
- 「TKプロジェクト ガチコラ」（2006年7月5日発売）
- 「ダイナマイト関西2006 〜オープントーナメント大会〜」（R and C 2006年12月6日発売）
- 「人志松本のすべらない話 其之弐」（2006年12月13日発売）※河本のみ
- 「やりすぎコージーDVD-BOX1」（2006年12月20日発売）
- 「やりすぎコージーDVD-BOX4」（2007年3月21日発売）※河本のみ
- 「内村プロデュース　黄金紀」（2007年4月4日発売）
- 「日常〜恋の声〜」（2007年6月2日発売）※井上のみ
- 「14才の母DVD-BOX」（2007年4月25日発売）※河本のみ
- 「人志松本のすべらない話 其之参」（2007年6月27日発売）※河本のみ
- 「LIVE STAND 07」（2007年10月24日発売）
- 「やりすぎ超時間DVD 笑いっぱなし生伝説2007」（2007年12月21日発売）
- 「内村プロデュース　熟成紀」（2008年4月23日発売）
- 「内村プロデュース　円熟紀」（2009年3月18日発売）

### 連載中コラム
- 「マンスリーよしもと」（吉本興業） 河本準一のコイツはスゴイでぇKSD!!
- 「日経エンタテインメント!」（日経BP社） 次長課長・井上の炎上DVD
- 「CIRCUS」（KKベストセラーズ）次長課長・株式会社懊悩Oh!No!
- 「ファミ通」（エンターブレイン）次長課長・井上聡のうわごとですので、ご勘弁

### 書籍
- 「Y LOVERS」吉本興業若手芸人写真集 （鹿砦社・2001年9月発売）
- 「baseよしもとB面」（2002年発売）※baseよしもとOFFICIALBOOK
- 「吉本（よしぼん）」（ワニブックス・2006年4月18日発売）※たむらけんじが芸人の素顔を激写した写真集
- 「女のことは芸人に聞け モテもん」（祥伝社・2007年4月24日発売）
- 「一人二役」 河本準一著作 （ワニブックス・2007年4月29日発売）※河本初の自伝小説

### 単独ライブ
- 1999年
  - 9月11日 - 東京23区シリーズ 「新宿次課長」 （baseよしもと/大阪）※初単独ライブ
  - 12月4日 - 東京23区シリーズ 「渋谷次課長」 （baseよしもと/大阪）
- 2000年
  - 1月22日 - 「名古屋次課長」 （吉本栄三丁目劇場/愛知）
  - 2月3日 - 東京23区シリーズ 「世田谷次課長」 （baseよしもと/大阪）
  - 5月18日 - 東京23区シリーズ 「江戸川次課長」 （baseよしもと/大阪）
  - 7月6日 - 東京23区シリーズ 「葛飾次課長」 （baseよしもと/大阪）
  - 10月17日 - 東京23区シリーズ 「目黒次課長」 （baseよしもと/大阪）
  - 12月5日 - 東京23区シリーズ 「杉並次課長」 （baseよしもと/大阪）
- 2001年
  - 3月3日 - 東京23区シリーズ 「千代田次課長」 （baseよしもと/大阪）
  - 4月5日 - 東京23区シリーズ 「練馬次課長」 （baseよしもと/大阪）
  - 6月22日 - 東京23区シリーズ 「江東次課長」 （baseよしもと/大阪）
  - 9月20日 - 東京23区シリーズ 「足立次課長」 （baseよしもと/大阪）
  - 9月28日 - 「名古屋次課長II」 （吉本栄三丁目劇場/愛知）
  - 10月13日 - 東京23区シリーズ 「港次課長」 （baseよしもと/大阪）
  - 11月15日 - 東京23区シリーズ 「大田次課長」 （baseよしもと/大阪）
  - 12月22日 - 東京23区シリーズ 「文京次課長」 （baseよしもと/大阪）
- 2002年
  - 1月17日 - 東京23区シリーズ 「品川次課長」 （baseよしもと/大阪）
  - 2月16日 - 東京23区シリーズ 「中野次課長」 （baseよしもと/大阪）
  - 3月14日 - 東京23区シリーズ 「台東次課長」 （baseよしもと/大阪）
  - 4月13日 - 東京23区シリーズ 「板橋次課長」 （baseよしもと/大阪）
  - 5月16日 - 東京23区シリーズ 「墨田次課長」 （baseよしもと/大阪）
  - 6月15日 - 東京23区シリーズ 「豊島次課長」 （baseよしもと/大阪）
  - 7月15日 - 東京23区シリーズ 「荒川次課長」 （baseよしもと/大阪）
  - 8月17日 - 東京23区シリーズ 「北次課長」 （baseよしもと/大阪）
  - 9月6日 - 「中州次課長」（吉本ゴールデン劇場/福岡）
  - 9月23日 - 東京23区シリーズ 「中央次課長」 （baseよしもと/大阪）※baseよしもと卒業ライブ
  - 12月31日 - 「次長課長歓迎 大喜利忘年会」（ルミネtheよしもと/東京）
- 2003年
  - 7月20日 - 「ザ・次長課長」（吉本ゴールデン劇場/福岡）
  - 8月2日 - 「夏季限定 ネタ始めました。」 （ルミネtheよしもと/東京）
  - 9月16日 - 「SHOW-TIME 次長課長編」（電車通り8丁目スタジオ/北海道）
  - 12月12日 - 「次長課長がやって来たライブ」（吉本栄三丁目劇場/愛知）
- 2004年
  - 2月22日 - 「ザ・次長課長」（吉本ゴールデン劇場/福岡）
  - 4月3日 - 「僕のイチゾン」 （ルミネtheよしもと/東京）
  - 12月25日 - 「五味渕」 （ルミネtheよしもと/東京）
- 2005年
  - 4月29日 - 「ザ・次長課長」（ベスト電器福岡本店ベストホール/福岡）
- 2006年
  - 8月13日 - 「諸岡」 （ルミネtheよしもと/東京）
- 2012年
  - 11月24日 - 「高山」（ルミネtheよしもと/東京）

### 河本ソロライブ
- 2004年-2006年 「河本さん家」 新宿ロフトプラスワン （不定期開催・全12回）※オールナイトトークライブ
- 2007年8月17日 「河本さん家〜引っ越しました〜」 TOKYO CULTURE CULTURE ※トークライブ

## 連載
- 「COOL TRANS（クールトランス）」（ワニブックス） 次長課長の青春の踏み絵
- 「COOL TRANS（クールトランス）」（ワニブックス） 次長課長のこと技一本